# Хуксет (Њу Хемпшир)
Хуксет (енгл. Hooksett) насељено је место без административног статуса у америчкој савезној држави Њу Хемпшир.

## Демографија
По попису из 2010. године број становника је 4.147, што је 538 (14,9%) становника више него 2000. године.
| Група             | 2000.         | 2010.         |
| Белци             | 3.441 (95,3%) | 3.851 (92,9%) |
| Афроамериканци    | 27 (0,7%)     | 65 (1,6%)     |
| Азијати           | 57 (1,6%)     | 75 (1,8%)     |
| Хиспаноамериканци | 54 (1,5%)     | 95 (2,3%)     |
| Укупно            | 3.609         | 4.147         |